# Dommer (sport)
 Denne artikel omhandler sportsdommere. Opslagsordet har også en anden betydning, se Dommer.
En dommer er den øverste myndighedsperson i en sportskamp. Han/hun har bl.a. kompetence til at dømme mål, vise spillere/ledere ud, så de ikke kan deltage mere og til at afbryde kampen, hvis det skulle være nødvendigt. Dommeren kan også vise tilskuere ud for den sags skyld. Reglerne for dommerens opgaver er forskellige fra sportsgren til sportsgren. 
En dommer skal lede og styre kampen så den bliver spillet efter reglerne, samt straffe dem, der har forbrudt sig mod dem. De straffe, dommeren kan idømme, er forskellige fra sportsgren til sportsgren, men kan inkludere gule kort, røde kort, udvisninger og henstillinger.